# FC West End
Der Football Club West End war ein schottischer Fußballverein aus Cowlairs, einem Stadtteil von Glasgow, der von 1872 bis 1878 bestand.

## Geschichte
Der FC West End wurde im Jahr 1872 gegründet. Zwischen 1874 und 1878 nahm der Verein viermal am schottischen Pokal teil. Größter Erfolg war dabei in der Spielzeit 1876/77 das Erreichen der 3. Runde. Der Verein wurde 1878 aufgelöst.